# فرودگاه والیس-هیهیفو
فرودگاه والیس-هیهیفو (به فرانسوی: L’aéroport de Wallis-Hihifo) مهم‌ترین فرودگاه در قلمرو والیس و فوتونا است که در نزدیکی شهر ماتا اوتو، پایتخت این منطقه، قرار دارد. این فرودگاه دارای یک باند فرود آسفالت به طول ۲۱۰۰ متر است و در ارتفاع ۲۴ متری از سطح دریا واقع شده‌است. این فرودگاه دروازه اصلی ورود به والیس و فوتونا محسوب می‌شود و ارتباطات هوایی این قلمرو با سایر نقاط اقیانوسیه و فرانسه را فراهم می‌کند.  

### تاریخچه
این فرودگاه در دوران استعمار فرانسه در والیس و فوتونا احداث شد و در طول دهه‌های گذشته توسعه یافته است تا نیازهای حمل‌ونقل هوایی منطقه را برآورده سازد. در ابتدا برای پروازهای نظامی و اضطراری استفاده می‌شد اما امروزه به‌عنوان یک فرودگاه همگانی با پروازهای برنامه‌ای و چارتر فعالیت می‌کند.  

### امکانات و زیرساخت‌ها
فرودگاه دارای امکانات اولیه برای مسافران از جمله سالن انتظار، گیت‌های خروجی و خدمات گمرکی است. با توجه به موقعیت جغرافیایی جزیره، باند فرودگاه از جنس آسفالت ساخته شده تا در برابر شرایط جوی استوایی مقاومت بیشتری داشته باشد.

### ایرلاین‌ها و مقصدها
این فرودگاه میزبان پروازهای برنامه‌ای به مقصدهای داخلی و بین‌المللی محدود است. خطوط هوایی که در این فرودگاه فعالیت دارند شامل ایر کالدونی است که پروازهایی به نومئا، مرکز کالدونیای جدید ارائه می‌دهد. این مسیر هوایی اصلی‌ترین راه ارتباطی بین والیس و فوتونا و سایر نقاط فرانسه محسوب می‌شود.  

### نقش اقتصادی و استراتژیک
با توجه به موقعیت جغرافیایی دورافتادهٔ والیس و فوتونا، این فرودگاه نقش مهمی در تأمین نیازهای تجاری، بهداشتی و تدارکاتی این قلمرو دارد. پروازهای باری به این فرودگاه برای واردات کالاهای اساسی، تجهیزات پزشکی و سایر نیازهای جزایر انجام می‌شود. همچنین، این فرودگاه به‌عنوان نقطه ورود گردشگران و ساکنان محلی که به سرزمین اصلی فرانسه سفر می‌کنند، اهمیت زیادی دارد.  

### حوادث و سوانح هوایی
در تاریخ این فرودگاه تاکنون هیچ حادثهٔ جدی هوایی گزارش نشده است، اما به دلیل موقعیت جغرافیایی و شرایط جوی خاص منطقه، عملیات پروازی در مواقع طوفان‌های استوایی با محدودیت‌هایی روبه‌رو است.  